# Dyschoriste xylopoda
Dyschoriste xylopoda är en akantusväxtart som beskrevs av Clarence Emmeren Kobuski. Dyschoriste xylopoda ingår i släktet Dyschoriste och familjen akantusväxter. Inga underarter finns listade i Catalogue of Life.